# Colonialismo
Il colonialismo è definito come l'espansione politico-economica di uno Stato su altri territori spesso lontani al fine di creare delle colonie per sfruttarne le risorse naturali, come, minerali, gas, acqua, petrolio e terreni coltivabili, e umane, come la Forza lavoro, e per espandere il proprio dominio politico ed economico, magari anche per poter rivaleggiare con altri stati. Il processo di occupazione di territori e loro riorganizzazione in colonie è detto colonizzazione, mentre un Paese in possesso di colonie è detto potenza coloniale.
Il termine indica anche, in senso stretto, il dominio coloniale mantenuto da molti Stati europei su altri territori extraeuropei lungo l'età moderna e indica quindi il corrispettivo periodo storico, cominciato nel XVI secolo, contemporaneamente alle esplorazioni geografiche europee, assumendo nel XIX secolo il termine di imperialismo, arrivando ad una vera e propria spartizione dell'Africa dalle varie potenze coloniali europee, conclusosi infine nella seconda metà del XX secolo, con la vittoria dei movimenti anti-coloniali.
Il termine indica inoltre l'insieme di convinzioni usate per legittimare o promuovere questo sistema, in particolare il credo che i valori etici e culturali dei colonizzatori siano superiori a quelli dei colonizzati.
Fu la fine della Seconda guerra mondiale e i nuovi equilibri politici che vennero a crearsi nel mondo a dare «il colpo decisivo (...) al colonialismo, il cui declino poteva (...) considerarsi già iniziato, ma che in questo secondo dopoguerra assumeva (...) un ritmo straordinariamente accelerato, che lo portava in un ventennio all'epilogo». Le potenze sconfitte, Italia e Giappone, dovettero rinunciare immediatamente a tutte le colonie già prima che un nuovo assetto politico potesse emergere.

## Origini del fenomeno

Evoluzione degli imperi coloniali

La sua origine politico-culturale non è ben delineata, in quanto la definizione stessa di colonialismo coincide con fenomeni già presenti nella storia sin dalla Grecia antica.
Infatti l'occupazione di territori oltre i confini nazionali per trarvi beneficio economico e per influenzarne le scelte di politica interna era lo strumento principale con cui i grandi imperi dell'antichità usavano accrescere il loro potere.
L'impero marittimo ateniese pose sotto la propria influenza tutte le città bagnate dal Mar Egeo, costringendole a un'alleanza forzata e scavalcando le autorità locali, controllò alcune zone del Mar Nero da cui otteneva le materie prime per mantenere la flotta.
L'impero cartaginese sottomise con la forza gran parte delle popolazioni del Nordafrica e della Penisola Iberica utilizzando modalità non dissimili a quelle dei conquistadores spagnoli nelle Americhe e sfruttò intensamente le ricche miniere aurifere presenti in Spagna.
I Romani adottando il famoso motto "divide et impera" divennero i precursori della strategia bellica dei colonizzatori europei, volta a sfruttare a proprio vantaggio le rivalità presenti tra le tribù locali frammentando una potenziale difesa contro l'invasore che, quindi riesce spesso ad assoggettare vasti ed eterogenei territori impiegando ridotte risorse. Inoltre, come dimostrato dalle ricostruzioni storiche e dai ritrovamenti archeologici nelle regioni esterne dell'Impero, le legioni erano sempre seguite da nutriti gruppi di cartografi e coloni che una volta pacificata l'area si sarebbero poi insediate in città di nuova fondazione.
Vi è un tipo di colonialismo in cui vi è un massiccio insediamento di coloni che col tempo diventano maggioritari sui nativi, un altro tipo è solamente politico amministrativo con scarso trasferimento di coloni (Indirect Rule).
A volte i paesi europei crearono loro colonie con scarso dispiegamento di mezzi militari come in India dove i soldati britannici erano intorno ai 50.000 e poche furono le battaglie intraprese.
Il colonialismo ha portato poi alla globalizzazione, iniziata proprio con la colonizzazione del continente americano: si inventa apposta la categoria della razza, ora indispensabile. Si mantengono così le gerarchie interne storiche dove i non-europei vengono collocati negli strati inferiori (con le categorie oriente-occidente, primitivo-civilizzato), e tramite questa costruzione si legittimano le gerarchie del pensiero europeo e non europeo. Ciò che non corrisponde al pensiero europeo viene definito irrazionale e vicino allo stato di natura; è un processo di divisione dell’uomo bianco dal resto.

## Le fasi del colonialismo
Il colonialismo moderno inizia con la scoperta dell'America, espandendosi a macchia d'olio su tutto il pianeta tanto da essere ritenuto la prima globalizzazione; nel 1878 le potenze occidentali europee rivendicavano il 67% del territorio mondiale giungendo nel 1914 a controllarne l'85% sotto forma di colonie, protettorati, possedimenti, domini e commonwealth.
Il colonialismo è la conquista e il controllo delle terre e dei beni di altri popoli. Il colonialismo moderno inoltre ha ristrutturato l’economia di questi ultimi, creando delle relazioni complesse fra i colonizzatori e i colonizzati, e mettendo le basi per la nascita del capitalismo.

### Il colonialismo nell'Età moderna
Colonialismo portoghese 
Questa fase incomincia dal 1415 con l'occupazione di Ceuta e finisce nel 1999 con la cessione di Macao alla Cina, interessò il Brasile, le coste africane nel Golfo di Guinea, in Angola, il Mozambico l'India occidentale, Timor, Macao e le isole dell'Oceano Atlantico.
 Colonialismo spagnolo 
Questa fase incomincia dal 1493 con la colonizzazione di Hispaniola e finisce nel 1833 con l'indipendenza di 13 stati nel Sud America spagnolo. Interessò tutta l'area mesoamericana, vaste zone dell'America settentrionale sud-occidentale, la Florida e tutto il Sudamerica ad eccezione del Brasile dove sfruttando gli schiavi venivano coltivate le piantagioni e di parte della Guyana.
 Primo colonialismo inglese 
Questa fase incomincia nel 1607 con la fondazione del primo insediamento permanente in America a Jamestown in Virginia che fu la prima colonia e finisce nel 1783 con il Trattato di Parigi, con l'indipendenza degli Stati Uniti d'America.
Interessò il Nordamerica orientale, la Nuova Scozia, la Terranova, la Terra di Rupert, le Bahamas, la Giamaica, il Belize e gran parte delle isole delle Piccole Antille.
 Primo colonialismo francese
Questa fase incomincia dal 1608 con la colonizzazione della Nuova Francia e finisce nel 1815 grazie al Congresso di Vienna e la cessione di gran parte delle colonie alle altre potenze europee.
Interessò il Québec, la regione dei Grandi Laghi, le pianure del Mississippi, la Louisiana, Saint-Domingue nei Caraibi, la Guiana francese, alcune isolette caraibiche, l'India occidentale
 Colonialismo olandese 
Questa fase incomincia nel 1619 con la fondazione di Batavia o Giacarta e finisce nel 1949 grazie alla indipendenza dell'Indonesia, interessò l'attuale Indonesia, alcune isole delle Piccole Antille, un insediamento nell'isola di Manhattan chiamato New Amsterdam.
 Colonialismo russo 
Il colonialismo russo si distingue per l'annessione successiva di territori limitrofi con l'espansione ad oriente che incomincia nel 1581 con l'occupazione del Khanato di Sibir e finisce nel 1918 con la prima guerra mondiale e la rivoluzione d'ottobre, interessò la Siberia, l'Alaska, l'Asia centrale ed il Caucaso. Escluse le annessioni in Europa.

### Il colonialismo nell'Età contemporanea
Secondo colonialismo inglese 
Questo periodo incomincia nel 1753 con l'inizio dell'infiltrazione inglese in India, interessò il Sudafrica, il Canada, l'India, Ceylon, la Malaysia, l'Australia, la Nuova Zelanda, Malta, Gibilterra, la Guiana occidentale e le isole atlantiche.
 Secondo colonialismo francese 
     Regno Unito
     Portogallo
     Francia
     Spagna
     Paesi Bassi
     Stati Uniti
     Impero ottomano

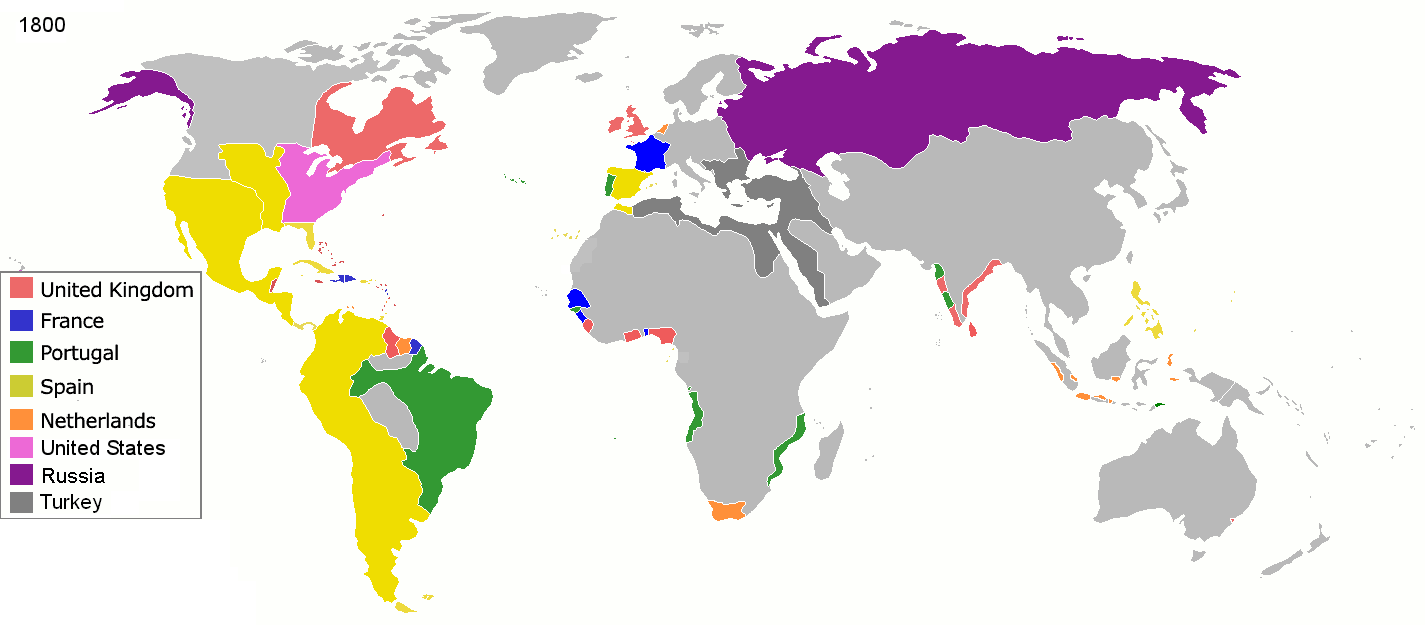
Il colonialismo nel 1800:
Regno Unito
Portogallo
Francia
Spagna
Paesi Bassi
Stati Uniti
Impero ottomano

Questa fase incomincia nel 1830 con l'inizio della conquista dell'Algeria e finisce nel 1859 con l'annessione di Saigon, interessò l'Algeria, il Vietnam, la Guiana orientale, il Senegal, il Gabon, le isole di Tahiti e la Riunione.
 Terzo colonialismo inglese 
Questa fase incomincia nel 1870 con la nuova spinta colonizzatrice europea e finisce nel 1956 con la decolonizzazione dei possedimenti africani.
Interessò il Bechuanaland (Botswana), la Rhodesia (Zambia), l'Uganda, il Kenya, la Somalia settentrionale, l'Egitto, il Sudan, la Nigeria, la Costa d'Oro, la Sierra Leone, il Gambia, lo Yemen, il Kuwait, la Birmania, la Papua, il Brunei, e molti arcipelaghi polinesiani.
Si mantennero i precedenti possedimenti e si stabilirono insediamenti commerciali con la forza in Cina (risale a questo secolo l'acquisizione di Hong Kong dopo la guerra dell'oppio).
 Terzo colonialismo francese 
(1860, inizio espansione nell'Africa Occidentale dal Senegal - 1962, indipendenza dell'Algeria), interessò il Marocco, tutta l'Africa occidentale sahariana, la Mauritania, la Costa d'Avorio, il Congo Belga, il Madagascar, il Laos, la Cambogia e la Nuova Caledonia. Come l'Inghilterra, anche la Francia impose la propria autorità commerciale ed economica in molti porti e fiumi cinesi.
 Colonialismo tedesco 
(1871, fondazione dell'Impero tedesco e inizio dell'espansione nell'Africa Centrale e Meridionale seguendo la politica economica ed imperialistica di Bismarck - 1918, sconfitta nella prima guerra mondiale e perdita delle colonie), interessò il Camerun, la Namibia, il Togo e la Tanzania, contemporaneamente venivano stabilite delle teste di ponte in alcune isole dell'Oceano Pacifico, di cui le più estese erano le intere zone settentrionali della Papua Nuova Guinea e l'Arcipelago di Bismarck, e sulla costa nord della Cina.
 Primo colonialismo italiano 
(1869, acquisto della Baia di Assab, in Eritrea, da parte della società Rubattino - 1905, istituzione della colonia di Somalia); interessò il corno d'Africa e, più precisamente, l'Eritrea, che divenne colonia nel 1890, e la Somalia, che divenne dapprima protettorato nel 1889 e poi colonia nel 1905.
 Secondo colonialismo italiano 
(1911, inizio Guerra italo-turca - 1912 fine guerra italo-turca); interessò i possedimenti turchi della Tripolitania e della Cirenaica, oltre alle isole del Dodecanneso.
 Terzo colonialismo italiano 
(1935, Guerra d'Etiopia - 1943, seconda guerra mondiale); interessò principalmente l'Abissinia (odierna Etiopia), conquistata nel 1935-36 e finì con le sconfitte della seconda guerra mondiale. Tuttavia mantenne un'amministrazione fiduciaria in Somalia dal 1950 al 1960.
 Colonialismo polacco 

### Storia dell'ultima fase del colonialismo europeo
Tra il 1800 e il 1878, i territori colonizzati dalle nazioni europee comprendevano un totale di 16.385.000 km². L'Occidente aveva cominciato a sviluppare politiche colonialiste sin dal XVI secolo, ma a partire dalla seconda metà del XIX secolo la conquista territoriale venne promossa sistematicamente dai centri di potere politico ed economico delle nazioni colonialiste. Questo fenomeno è stato definito dagli storici con il nome di imperialismo. La necessità di penetrare nei mercati internazionali e la comparsa sulla scena del capitalismo finanziario, avrebbero così trovato un complemento perfetto nelle politiche espansionistiche promosse da parte dei governi. La progressiva sostituzione del protezionismo doganale con politiche di libero scambio contribuì in seguito ad accelerare il processo in atto.
Un'altra spiegazione dell'imperialismo, complementare alla precedente, è che questo servì a trasferire nelle colonie le tensioni createsi nelle società occidentali. Le potenze europee erano convinte della necessità di allargare i loro domini allo scopo di assicurarsi fonti di materie prime e aprire nuovi mercati per rafforzare l'industria e il commercio internazionale. Questa politica imperialista, basata sulla supposta missione civilizzatrice che l'uomo bianco aveva il dovere di compiere nei confronti dei popoli subalterni, non ottenne solo l'approvazione della borghesia occidentale. Nel XIX secolo, anche la sinistra parlamentare europea appoggiava la colonizzazione, pur sottolineandone gli aspetti umanitari. L'imperialismo si diffuse soprattutto in Africa, nel sud-est asiatico e in Cina, attraverso l'Oceano Pacifico e dagli Stati Uniti in America centrale e nei Caraibi.
Le nazioni che godevano di ricche tradizioni e che erano depositarie di culture molto antiche, come la Persia, la Cina e l'India subirono considerevoli restrizioni nell'ambito della loro sovranità e una spiccata dipendenza, nei riguardi delle potenze colonialiste. La Gran Bretagna fu una dei principali agenti di questo processo di espansione. Sin dal 1815 era considerata la prima potenza coloniale (Canada, India britannica, Australia, colonia del Capo e Ceylon). La possibilità che la Gran Bretagna si impossessasse del monopolio dei mercati internazionali grazie alla sua politica di espansionismo indusse le altre potenze europee a una sfrenata rincorsa per la conquista delle fonti di materie prime e di nuovi mercati per i loro prodotti. Questa circostanza fu la causa di un'intensa epoca imperialista, nella quale le dispute per i nuovi territori condussero con frequenza a conflitti armati tra le potenze colonialiste.
Dopo la seconda guerra mondiale si sviluppa la colonizzazione con controllo indiretto, soprattutto attraverso interventi economici (conosciuto come neocolonialismo) o attraverso regimi fantoccio e campagne militari.

## Tipi di colonialismo

### Colonialismo amministrativo
Le colonie vengono controllate da un apparato militare, amministrativo ed economico che non si trova direttamente nelle terre colonizzate.

### Colonialismo sedimentario
I colonizzatori si spostano sulle terre colonizzate e si mescolano con le popolazioni native. Nasce così una complessa gerarchia razziale, oppure i colonizzatori decimano o ghettizzano gli abitanti nativi.

### Colonialismo di piantagione
I colonizzatori importano schiavi e servitori da parti diverse del mondo alle colonie.

## Geografia

### Il Magreb e l'Egitto
In questo periodo la decadenza dell'Impero ottomano suscitò ambizioni espansionistiche da parte delle potenze europee nell'Africa del Nord e in Egitto.
L'Algeria, conquistata dalla Francia a partire dal 1830, diventò una colonia nel 1847, dopo la sconfitta dell'emiro Abd el-Kader.
Il Marocco lottò per liberarsi dalla pressione straniera, ma - nonostante gli sforzi del re - le continue interferenze tra Francia, Spagna e Germania finirono per annullarne lo spirito indipendentista, riducendo il paese alla condizione di doppio protettorato.
La Tunisia, alla quale la Sublime porta (l'istanza suprema dell'Impero ottomano) aveva concesso l'autonomia nel 1871, divenne un protettorato francese nel 1881, determinando tensioni con l'Italia.
L'Italia intraprese un'intensa attività diplomatica per ottenere un posto tra le altre potenze coloniali, nel 1902 appena due giorni dopo aver stipulato la Triplice Alleanza con Germania e Austria, firmò con la Francia un accordo segreto con il quale entrambi i paesi si sarebbero spartiti le zone d'influenza nell'Africa del Nord, si spartì il Marocco per la Francia e la Libia per l'Italia.
Quando ci fu una crisi tra Francia e Germania per il dominio sul Marocco nel 1911, l'Italia vide l'occasione giusta per passare all'azione, la guerra con i turchi si prolungò fino al patto di Losanna del 18 ottobre 1912 e la Turchia rinunciò alla sovranità sulla Libia.
In Egitto, il pascià Mehmet Ali, che aveva ottenuto una notevole autonomia dall'impero ottomano intraprese, a partire dal 1806, una politica riformista con l'appoggio finanziario di inglesi e francesi, queste iniziative accrebbero a dismisura il debito egiziano.
La rovina economica e una sfortunata guerra con l'Etiopia dal 1875 al 1877 obbligarono lo sceicco Ismail a richiedere l'aiuto dei suoi creditori.
La Gran Bretagna e la Francia assunsero così la gestione del debito mettendo sotto controllo il tesoro egiziano e esercitarono pressioni nei riguardi della Sublime Porta affinché allo sceicco Ismail subentrasse il figlio Muhammad Taufiq.
L'influenza occidentale fece nascere movimenti nazionalisti che nel 1881 organizzarono una ribellione, Taufiq chiese aiuti ai governi inglese e francese per soffocare la rivolta, ma ottenne che la flotta britannica bombardò Alessandria nel 1882.
L'esercito britannico, dopo aver sconfitto i ribelli a El-kebir, occupò tutto il paese, nonostante le proteste di turchi e francesi. Gli inglesi governarono l'Egitto per vent'anni con un'amministrazione indiretta.
Allo scoppio della prima guerra mondiale, l'Impero ottomano si dichiarò alleato della Germania, pertanto la Gran Bretagna trasformò l'Egitto in un protettorato inglese.

### Africa

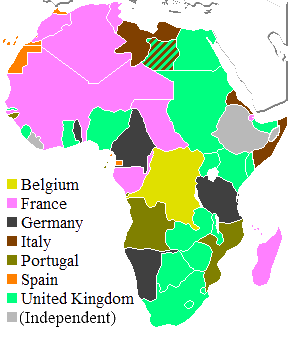
L'Africa nel 1914

Nella prima metà del XIX secolo, l'Africa continuava ad essere un continente sconosciuto e misterioso, la colonizzazione del continente nero si limitava alle fasce costiere e ai delta dei grandi fiumi.
A partire da queste aree le potenze coloniali avevano stabilito una rete di insediamenti commerciali, in concorrenza fra di loro per lo sfruttamento delle materie prime e per il commercio degli schiavi, la realtà africana cominciò a cambiare grazie ai viaggi degli esploratori che, attraverso le società geografiche trasmettevano informazioni riguardanti le ricchezze di quei territori.
Nell'Africa australe, la politica di abolizione dello schiavismo e la ripartizione delle terre messa in atto dalla Gran Bretagna moltiplicò i suoi conflitti con i boeri della colonia del Capo, occupata dai britannici sin dal 1806.
Tra il 1834 e il 1839, più di 10.000 boeri furono protagonisti della grande migrazione verso l'entroterra dove, in seguito a feroci lotte contro le tribù locali dei Matabele e degli Zulu, fondarono la Repubblica del Transvaal, lo Stato Libero dell'Orange e la Repubblica di Natalia.
La scoperta dei ricchi giacimenti d'oro e di diamanti nel Transvaal provocò l'arrivo in massa degli immigrati inglesi, nel 1890 la Compagnia Britannica del Sudafrica ottenne i diritti di sfruttamento delle miniere.
Questo nuovo motivo di frizione degenerò nella guerra boera che si concluse con l'adesione dei nuovi territori all'impero britannico, i conflitti tra i colonizzatori obbligarono gli Ottentotti a ritirarsi nel deserto del Kalahari e i Griqua a nord del fiume Orange.
Nell'Africa occidentale la Gran Bretagna disponeva di basi commerciali in Gambia, nella Sierra Leone e nella Costa d'Oro, nella quale i britannici, alleati delle tribù Fanti della costa, si scontrarono con la confederazione militare Ashanti.
Comunque la sottomissione del regno yoruba ai Fulbe consentì nel 1861 l'insediamento dei britannici nello strategico porto di Lagos e l'assunzione del Benin, nella zona orientale.
A differenza della dominazione britannica, che in Africa impose le colonie di sfruttamento come formula di dominazione interposta, i francesi fondarono la loro espansione coloniale sul centralismo amministrativo e sull'assimilazione culturale delle popolazioni assoggettate, da inglobare in una grande Nation française.
Il Senegambia era sotto giurisdizione francese sin dal 1815, era rappresentata da un deputato presso l'Assemblea Nazionale, con l'abolizione della schiavitù nel 1848 sorsero i primi tentativi di instaurare un'economia tropicale fondata sulla coltivazione delle arachidi.
Nella Costa d'Avorio, la Francia creò Grand Bassam nel 1843 re di Assinie, e nell'Africa equatoriale, dove anche la Spagna aveva delle colonie come Rio Muni, Fernando Póo e Annobòn.
La marina francese fondò nel 1848 la città di Libreville (Gabon), alla foce dell'Ogowe, per accogliere gli schiavi resi liberi, la Gran Bretagna aveva fatto lo stesso a Freetown in Sierra Leone, infine dal 1847 la Liberia era uno stato indipendente composto da una popolazione di schiavi liberati provenienti dagli Stati Uniti.
Nella prima metà del XIX secolo in Africa sopravvivevano ancora stati e regni che conformavano il profilo sociopolitico della fase precoloniale. Nel bacino meridionale del Congo esistevano i regni Baluba, Balunda e Bakumba. Più a nord nella regione dei Grandi Laghi, il regno Batutsi, del Ruanda e lo stato del Buganda, del re Sunna II, lottarono contro la penetrazione araba che avanzava dalla città costiera di Zanzibar. Nel Madagascar, il sovrano Madama I, appoggiato dalla Gran Bretagna, sottomise i due terzi del vasto territorio insulare. Le islamizzate tribù dei Fulbe lanciarono con successo una guerra santa contro le città haussa di Gobir e Kano giungendo a dominare tutto il territorio compreso tra il Darfur e il Senegal inferiore, Timbuctù e il massiccio dell'Adamaoua. Tra il 1847 ed il 1861, i francesi arrestarono l'invasione Fulbe del Senegambia. Alcuni decenni più tardi, i sudanesi, grazie alla loro guida religiosa Muhammad Ahmad, il Mahdi (restauratore dell'Islam sulla terra), opposero un feroce resistenza alle truppe britanniche.
Tra il 1847 e il 1877, il britannico Henry Morton Stanley a nome dell'Associazione internazionale africana, fondata dal re Leopoldo II del Belgio, assunse il controllo del bacino del fiume Congo. Ma quella regione era ambita anche dal Portogallo, con l'appoggio della Gran Bretagna e della Francia. Il cancelliere tedesco Bismark propose una grande conferenza a Berlino per regolamentare la spartizione. Vi parteciparono 12 stati europei, l'impero ottomano e gli Stati Uniti. La conferenza, svoltasi tra il 1884 e il 1885 riconobbe lo stato del Congo belga, sotto la sovranità personale del re Leopoldo II; fissò i confini del Congo francese e delle enclave portoghesi e proclamò la libertà di commercio e navigazione lungo i fiumi Niger e Congo. L'intenzione esplicita degli atti della conferenza era che ogni territorio sarebbe diventato “dominio effettivo” della colonia che si era impossessata di esso. Il principio, che rendeva non più valide le esplorazioni come formula per ottenere i diritti territoriali, autorizzava ciascuna potenza coloniale a proseguire la sua espansione verso l'entroterra fino ai confini del dominio di un'altra. Veniva dunque fissata la spartizione dell'Africa (scramble for Africa) che in seguito sarebbe diventata la causa di violenze e dispute tra le potenze coloniali nonché di rivolte anticolonialiste.
I desideri imperialistici britannici configuravano una mappa ideale. La loro intenzione era infatti di creare un grande impero coloniale dall'Egitto fino alla colonia del Capo, ma sulla loro strada si scontrarono con gli interessi di altri rivali. Per esempio in Tanzania, un territorio sotto la giurisdizione tedesca. L'incidente venne risolto con la firma del trattato di Helgoland, nel 1890 in cui la Gran Bretagna rinunciava alle sue aspirazioni in Tanzania. Forse la crisi di Fascioda (Sudan) nel 1898 fu uno degli episodi che possono spiegare con maggior chiarezza la collisione tra le potenze europee nel continente africano. Difatti anche la Francia nutriva un sogno africano: la sua ambizione era quella di costruire un grande impero dal Senegal alla Somalia, dall'oceano Atlantico a quello Indiano. Questo progetto parallelo sfumò in Sudan, dove i britannici erano in guerra contro i ribelli islamici (Mahdisti). I francesi anch'essi interessati a soffocare la rivolta allo scopo di controllare il Sudan inviarono un corpo di spedizione che fu sconfitto a Fascioda dalle truppe britanniche provenienti dall'Egitto. Il conflitto franco-britannico si concluse solo con la firma dell'Entente cordiale del 1904.
La Francia riconobbe la sovranità britannica su Egitto e Sudan, e in cambio ottenne la libertà di azione in Marocco. La Francia forgiò gran parte del suo impero nell'Africa Occidentale e nel 1885 venne creato il governo centrale dell'Africa occidentale francese, al quale furono annessi i protettorati della Costa d'Avorio e del Dahomey. Nel 1908, l'unione delle quattro regioni del Gabon, del Congo centrale, dell'Ubangui e del Ciad diede vita al governo centrale dell'Africa equatoriale francese; l'occupazione quasi sempre pacifica di questi territori fu opera dell'esploratore generale commissario Brazza che si oppose a una colonizzazione esercitata dalle compagnie private. L'area francofona venne poi completata con la Somalia francese, il Madagascar e l'arcipelago delle Comore nel 1912. L'Eritrea, la Somalia e la Libia formavano l'impero coloniale italiano, ma le ambizioni italiane di formare un protettorato in Abissinia nel cosiddetto Corno d'Africa crollarono nel 1896, quando il corpo di spedizione italiano fu sconfitto ad Adua dal negus (imperatore) Menelik. Il Portogallo mantenne le colonie della Guinea, dell'Angola, del Mozambico, di São Tomé ed il Forte di São João Baptista de Ajudá.

### Oceania
Per quello che riguarda l'Oceania, nel 1788 arrivò in Australia il primo convoglio di detenuti britannici e s'insediò a Port Jackson dove fu fondata la colonia penale del New South Wales. La lontananza dell'Australia raffreddò qualsiasi intenzione coloniale fino alla perdita dei possedimenti inglesi in America del Nord. Dopodiché, la Gran Bretagna utilizzò questo continente per relegare membri della sua popolazione penitenziaria. Una nuova colonia penale venne poi fondata in Tasmania nel 1825. Nel 1830 erano già più di 58.000 i reclusi britannici che scontavano la loro pena in Australia.
I primi coloni liberi giunsero a partire dal 1793, e nel corso del XIX secolo cominciò a conformarsi il profilo di una società coloniale divisa in squatter, gli allevatori, e settler, gli agricoltori, con l'aggiunta dei deportati. La convivenza di questi gruppi degenerò spesso in conflitti armati.
Convinti della necessità di ampliare i loro territori, i coloni australiani avanzarono verso l'entroterra: gli allevatori, alla ricerca continua di vasti pascoli per le loro greggi di ovini, e gli agricoltori con l'intenzione di trovare nuove terre da coltivare. I reclusi vennero destinati in Tasmania che nel 1840 per decisione del governo britannico che ne proibì il trasferimento in Australia. Nella loro avventura colonizzatrice, i nuovi arrivati si scontrarono con una popolazione aborigena dalla pelle scura che aveva un livello tecnologico fermo all'età della pietra. I coloni li espulsero dalle loro terre a seguito di numerosi scontri. Gli aborigeni si dovettero trasferire nelle zone più inospitali del continente, dove le possibilità di sopravvivenza erano minime. La fame, le malattie portate dagli europei e i continui scontri ne ridussero drasticamente la popolazione.
Attraverso l'Australian Colonies Government Act del 1850, alle colonie: Tasmania, Queensland, Nuovo Galles del Sud, Australia Meridionale, Australia Occidentale, Vittoria venne concessa una notevole autonomia. L'esplorazione sempre più intensa dell'Australia stimolò l'avvicinamento delle colonie che misero da parte le rivalità e puntarono alla costituzione di uno stato federale, fondato sull'unità della lingua inglese. Il 1º gennaio del 1901 venne costituito il Commonwealth of Australia che passò dallo statuto di colonia a quello di dominion.
Nel 1840 le due isole che formano la Nuova Zelanda diventarono una colonia inglese. In principio gli inglesi s'impegnarono a rispettare le proprietà dei maori, ma il massiccio arrivo di europei dal 1870 provocò una drastica riduzione dello spazio vitale delle tribù indigene. Nel 1907 fu creato il Commonwealth of New Zealand.
Invece, i tedeschi furono i primi a colonizzare le isole del Pacifico stabilendo, a partire dal 1884, basi commerciali a Samoa e in Nuova Guinea per sfruttare il pregiato olio di copra. Con la sconfitta tedesca nella prima guerra mondiale, la Nuova Guinea passò sotto il controllo dell'Australia e la Nuova Zelanda s'impossessò di un cordone di isole situate nelle vicinanze.

### Asia meridionale
All'inizio del XIX secolo la Persia e l'Afghanistan, sottomessi ai Safawida e ai Mongoli, costituivano, un interessante obiettivo per le potenze europee. La Russia e la Gran Bretagna erano in corsa per la conquista del dominio dell'Asia meridionale e orientale.
In Persia la dinastia dei Qadjar regnò fino al 1925, con l'appoggio interessato di russi e britannici. Tra il 1801 e il 1828 la Russia si annetté vari territori della zona settentrionale della Persia, tra cui la Georgia, il Daghestan e altre regioni del Caucaso. Ogni tentativo per liberarsi dalla dominazione russa fallì a causa della netta superiorità dell'esercito zarista durante le guerre russo-persiane del 1804-1813 e del 1826-1828.
Nel 1834 le ricche concessioni a favore dei russi passarono in mano ai britannici a causa della sconfitta della guerra per il dominio di Herat, nell'Afghanistan britannico. Nel 1888 la Russia fu risarcita nella spartizione persiana attraverso l'ottenimento di concessioni nel settore delle comunicazioni e bancario. La dominazione straniera provocò proteste, perciò nel 1907 britannici e russi risolsero le loro controversie con la firma di un trattato che divideva la Persia in tre zone d'influenza: una neutrale, una russa che comprendeva l'Iran settentrionale e centrale con Teheran e Isfahan, e una britannica che comprendeva la Persia sud-orientale che confinava ai domini britannici in India.

### Sud-est asiatico
La Francia diede inizio alla sua presenza nel Sud-Est asiatico con il porto vietnamita di Turane e l'isola di Pulo Condor. Nel 1802 l'imperatore Gia Long garantì ai francesi la piena libertà di commercio, l'esclusione di altre potenze europee nel Vietnam e il rispetto dell'evangelizzazione operata dai missionari francesi. La repressione contro i missionari provocò l'entrata in azione della Marina francese che nel 1861 si impossessò di Saigon. L'imperatore Tu-Duc cedette la Cocincina orientale alla Francia nel 1862 e autorizzò le sue navi a navigare fino alla Cambogia. Nel 1877, i francesi si impossessarono della parte occidentale della Cocincina, ma i loro obiettivi diventò la zona del delta del fiume Rosso (Hong Ha), nel Tonchino.
Nel 1874, con la firma del Trattato di Saigon (1874)Trattato di Saigon, la Francia ottenne il permesso di navigare sul Fiume Rosso e l'autorizzazione di attraccare le proprie navi nei porti di Haiphong, Hanoi, Qui-nhon.
Durante le loro incursioni lungo il Mekong, i francesi penetrarono in Cambogia, paese che subiva gli attacchi dei Tai del Siam. Nel 1887, la Francia creò l'Union Indochinoise formata da una colonia, la Cocincina e tre protettorati, ossia Annam, Tonchino e la Cambogia.
Nel 1893, aderì all'Unione Indocinese anche il Laos. Nel 1893, il Siam rinunciò a qualsiasi diritto sul Laos oltre il fiume Mekong e la Francia poté così completare il suo impero nel Sud - Est asiatico.
Nel 1841, il Sultano del Brunei regalò la regione di Sarawak, sulla costa settentrionale del Borneo al britannico James Brook, temendo un'incursione olandese. Nel 1888, Londra vi stabilì un protettorato. Nel 1929, una compagnia olandese vi scoprì il petrolio.
Durante il XIX secolo, i regni della Penisola della Malacca dovettero affrontare forti pressioni colonialiste. Il Siam controllava una parte della zona settentrionale. A loro volta, i britannici mantenevano già da alcuni decenni insediamenti costieri a Penang, in Malacca e a Singapore.
A partire dal 1867, la Gran Bretagna decise di concordare con ciascun regno trattati di protezione che in seguito vennero estesi a tutta la penisola.
Nel 1824 gli olandesi videro limitare la loro influenza dalla presenza britannica nell'arcipelago indonesiano. I Paesi Bassi si annetterono Bali nel 1850, il Borneo fu sottomesso nel 1863, ad eccezione del sultanato del Brunei.
La Spagna non reagì di fronte alla crescente influenza delle altre forze occidentali nel Sud - Est asiatico. Dopo aver sostenuto una disastrosa guerra con gli Stati Uniti, nel 1898 la Spagna firmò un accordo segreto con cui cedeva il possesso delle isole agli statunitensi in cambio di 20 milioni di dollari.

### India
L'India fu l'orgoglio dell'Impero britannico, un subcontinente che per più di 150 anni fu un vasto mercato per i prodotti britannici e un inesauribile fornitore di materie prime, a vantaggio del potente sistema commerciale e industriale della madre patria.
Il primo passo verso la trasformazione in colonia fu l'approvazione, nel 1784, del Indian Act, che concedeva ai governatori generali della Compagnia Inglese delle Indie Orientali la facoltà di agire in nome del governo di Londra.
Sotto il controllo di tale compagnia restò l'India fino al 1858, anno in cui, con lo scioglimento della Compagnia, l'India divenne a tutti gli effetti colonia britannica.
Il Governement of India Act del 1858, infatti, ratificò la fine dell'impero Moghul, dopo la deposizione dell'ultimo imperatore Muhammad Bahadur Shah, e trasformò l'India in una colonia britannica sotto il mandato di un viceré.

### Cina
All'inizio del XX secolo la Cina si trova in una situazione di semi-colonia. Conserva una formale autonomia, senza divenire esplicitamente colonia, perché le potenze dominanti sono più di una, le quali da una parte sono rivali fra loro, ma d’altro canto hanno interessi comuni nel mantenere aperto il mercato interno.
Ogni paese - Gran Bretagna, Francia, Stati Uniti e poi anche Germania, Italia, Danimarca e Giappone - deteneva zone di maggiore influenza. (Italia e Danimarca sotto forma di protettorato e senza mai entrare in conflitto con la popolazione locale mantenendo un rapporto commerciale generalmente pacifico)
Il colonialismo in Cina inizia con la guerra dell’oppio (1839-1842): grazie al facile successo militare, la Gran Bretagna costringe l’impero cinese a aprire i suoi mercati all'oppio e alle merci occidentali.
Il sistema era basato sui “treaty ports” (inizialmente cinque, poi saliti a varie decine) porti aperti al traffico internazionale sulla base di “trattati ineguali”, e sui territori concessi in affitto a potenze straniere.
L’imperatrice Cixi e la nobiltà erano contrari alla modernizzazione e occidentalizzazione del paese, ma non erano in grado di opporsi. La situazione generò la rivolta “xenofoba” dei boxer (1899-1901); sconfitta da una coalizione internazionale, la Cina si trovò ancora più sottomessa. La vera e propria occupazione militare si ebbe solo nel periodo tra le due guerre, ad opera dell'imperialismo giapponese.

## Dibattito storiografico
I collaboratori del colonialismo argomentano che il governo coloniale beneficia i colonizzati sviluppando l'infrastruttura economica e politica necessaria per la modernizzazione e la democrazia. Essi indicano ex colonie come Stati Uniti d'America, Canada, Australia, Nuova Zelanda, Hong Kong e Singapore, come esempi di successi post-coloniali. Queste nazioni comunque, non rappresentano il corso normale del colonialismo, in quanto si tratta di società coloniali o di città commerciali.
I teorici della dipendenza come Andre Gunder Frank, comunque, pensano che il colonialismo in realtà porti ad un trasferimento netto di ricchezza dai colonizzati ai partigiani, e inibisce uno sviluppo economico di successo.
I critici post-colonialisti come Frantz Fanon sostengono che il colonialismo arreca un danno politico, psicologico e morale anche ai colonizzatori. Similmente Aimé Césaire sosteneva che il colonialismo ha abbruttito e decivilizzato i colonizzatori, tanto da piantare i semi del nazismo, il quale non ha fatto altro che applicare contro gli Europei gli stessi metodi che gli Europei avevano usato nel resto del mondo.
La scrittrice e attivista politica indiana Arundhati Roy disse che dibattere i pro e i contro del colonialismo/imperialismo «è un po' come dibattere i pro e i contro dello stupro».
I critici del neocolonialismo vedono questo fenomeno come la continuazione del dominio e sfruttamento delle stesse nazioni con mezzi differenti (ma spesso in realtà sostengono con i medesimi mezzi). I paesi afroasiatici divenuti indipendenti furono quasi tutti governati da dittature anche molto sanguinarie, che perseguitarono le minoranze etniche, fra le quali gli europei residenti. Gran parte di questi nuovi stati imposero restrizioni al commercio e agli investimenti, sia da parte dei propri cittadini sia da parte di stranieri. Numerose furono le imprese straniere degli ex paesi dominatori o di altre nazioni confiscate senza alcun indennizzo. In pratica divennero stati chiusi e molti ritengono che tali paesi si siano impoveriti rispetto al periodo precedente, al riguardo si può leggere quanto scritto da Paul Johnson.
Si sviluppa anche il fenomeno dell'imperialismo, ma che si differenzia con il colonialismo: è una separazione non temporale ma in termini spaziali, e bisogna pensare all’imperialismo o neoimperialismo come al fenomeno che ha origine nelle metropoli, che conduce poi alla dominazione e al controllo. Il risultato della dominazione imperialista nelle colonie è poi il colonialismo o neocolonialismo. Quindi la nazione imperiale è la “metropoli” da dove proviene il potere, e la colonia o neo-colonia è il posto dove esso entra ed esercita il suo controllo.

## Colonialismo e Colonialità
Il sociologo Anìbal Quijiano sviluppa la teoria secondo cui esiste uno scarto tra la colonizzazione come processo militare, politico e culturale limitato nel tempo e nello spazio, e colonidad (o colonialità) come forma materiale del potere. Il colonialismo è una pratica di conquista, assoggettamento e sfruttamento, mentre la colonialità è più duratura e profonda, si fonda sulla giustificazione del ruolo dei colonizzatori come organizzatori razionali del mondo e portatori di un ordine superiore.
La colonidad si evolve attraverso diverse correnti di pensiero, soprattutto il Marxismo, e svolge una critica anticapitalistica. Sia il colonialismo che la colonialità si fondono con le necessità del capitalismo, e fanno sì che si sviluppi un rapporto tra i movimenti di liberazione con la decolonialità, con una successiva riflessione sullo stato: si pensa quindi che si possa superare il modello di stato-nazione. Con il dibattito decoloniale si vuole fare una rimozione delle categorie razziali, ridefinire le relazioni con il potere e avere la possibilità di rivedere la costruzione sociale della realtà. Anche il territorio è prodotto da pratiche condivise, va analizzato anche come risultato delle funzioni di potere. I territori hanno una loro genealogia costituita da una serie di forme di appropriazione e di pratiche condivise di opposizione. Bisogna quindi tenere in considerazione i rapporti sociali di produzione dei territori e i processi di costruzione delle alterità.
La Colonialità è l'analisi del modello di potere eurocentrato e le successive relazioni originatesi con il colonialismo. Il colonialismo è una relazione di dominazione diretta, politica, sociale e culturale degli europei nei confronti dei conquistati di tutti i continenti. Appartiene al passato, è precedente all’imperialismo. La colonialità è la colonizzazione dell’immaginario, repressione culturale, annichilimento di propri modelli espressivi e di oggettivazione nel caso delle società colonizzate; è il modo più generale di dominazione del mondo attuale. C'è quindi coetanietà fra l'instaurazione e il consolidamento del sistema coloniale europeo e il posizionamento dell’Europa come centro pragmatico universale della conoscenza nelle relazioni tra l’umanità e gli altri.
Il colonialismo è una struttura di dominazione e di sfruttamento in cui il controllo dell’autorità politica, delle risorse e della produzione del lavoro si trovano in un’altra giurisdizione territoriale, e la colonialità è vincolata al colonialismo, infatti deriva da esso, ma il colonialismo è stato sconfitto, mentre le sue pratiche ci sono ancora.

## Il rapporto con il cattolicesimo
Qualora gli Indios negassero il loro assenso il Requerimiento recitava così:
«Con ciò garantisco e giuro che, con l’aiuto di Dio e con la nostra forza, penetreremo nella vostra terra e condurremo guerra contro di voi (…) per sottomettervi al giogo e al potere della Santa Chiesa (…) infliggendovi ogni danno possibile e di cui siamo capaci, come si conviene a vassalli ostinati e ribelli che non riconoscono il loro Signore e non vogliono ubbidire, bensì a lui contrapporsi» (SH 66) Per quanto riguarda l'accumulazione di terre, furono in pochi a poter competere, per i capitali investiti ed il successo riportato, con la Chiesa cattolica, che in Asia si arricchì grazie alla devozione degli europei e alle attività commerciali degli Ordini religiosi, mentre in Occidente (intorno al 1600) essa possedeva circa un terzo delle terre produttive delle Americhe, come i latifondi dei gesuiti nelle colonie spagnole e portoghesi, o le piantagioni dei dominicani nell'America centrale.
La Chiesa cattolica inoltre incamerava il dieci per cento di gran parte dei prodotti agricoli dei coltivatori non indigeni e talvolta anche degli indios.
È stato però osservato che la Chiesa spingeva le potenze coloniali affinché il movimento di scoperta avesse come fine principale l'evangelizzazione dei nuovi popoli e non lo sfruttamento. La diffusione del credo cattolico con ogni metodo fu talora utilizzato come giustificazione per eccidi di indigeni inermi da parte dei colonialisti, episodi per i quali viene chiamata in causa anche la Chiesa per le responsabilità (dirette o indirette) di taluni suoi esponenti. Ma sono da ricordare anche episodi di difesa delle popolazioni indigene da parte dei missionari (come nell'episodio della battaglia di Mboboré del 1641 in Paraguay, dove missionari gesuiti difesero con le armi le locali popolazioni Guaranì minacciate dagli schiavisti, e analoghi successivi). Nel 1570 i gesuiti riuscirono addirittura a far abolire la schiavitù in Brasile, tranne per chi praticava il cannibalismo o rifiutava la conversione al Cristianesimo. Essi vennero però dapprima espulsi da Maranhão, e poi costretti ad accettare la politica dei coloni a causa della pressante richiesta di manodopera, soddisfatta dall'importazione dei neri africani solo alla fine del XVI secolo.
Una prima ferma condanna della schiavitù dei neri fu emanata da papa Urbano VIII il 22 aprile del 1639. Nei fatti, la lotta contro la schiavitù fu sostenuta dagli ordini missionari e in particolar modo dai Domenicani e dai Gesuiti.
Una chiara e definitiva posizione contro il neocolonialismo venne invece offerta dall'enciclica Mater et Magistra del 1961, un pilastro della Dottrina sociale della Chiesa cattolica.